# Конкурс Американской песни
Конкурс американской песни (англ. American Song Contest) — американская адаптация конкурса песни «Евровидение» , в которой все пятьдесят штатов США, пять территорий и Вашингтон, соревнуются за звание лучшей оригинальной песни. Кристер Бьоркман, Андерс Ленхофф, Ола Мельциг и Питер Сеттман выступили в качестве продюсеров, а Бен Сильверман стал исполнительным продюсером .

## Предыстория
Евровидение — международный песенный конкурс, ежегодно организуемый Европейским вещательным союзом (EBU) с 1956 года, в котором принимают участие в основном европейские страны. Ежегодно он входит в число самых просматриваемых неспортивных событий в мире с сотнями миллионов зрителей во всем мире.
Самая ранняя известная телетрансляция Евровидения в континентальной части США прошла в 1971 году. Двумя годами ранее конкурс впервые транслировался в Пуэрто-Рико. Конкурс транслировался в обеих странах в 2003 и 2004 годах.
Американская кабельная сеть Logo TV транслировала финал с 2016 по 2018 год с комментариями Карсона Крессли и Мишель Коллинз (2016); Мишель Визаж и Росс Мэтьюз (2017); и Мэтьюз и Шангела (2018)[значимость факта?]. Показатели просмотров были низкими: от 52 000 зрителей в 2016 году до 74 000 зрителей в 2018 году. WJFD-FM, коммерческая радиостанция в Нью-Бедфорде, штат Массачусетс, транслировала финалы 2018 и 2019 годов с комментариями на английском и португальском языках.
Netflix лицензировал права видео по запросу для конкурсов 2019 и 2020 годов. Платформа ОТТ планировала выпустить вместе с конкурсом 2020 года музыкальный комедийный фильм «Евровидение: История огненной саги». Однако из-за отмены конкурса из-за пандемии COVID-19 фильм был выпущен на месяц позже, 26 июня. Фильм стал самым популярным контентом на Netflix в США в первые выходные. «История огненной саги» также познакомила зрителей с форматом Евровидения и его популярностью в Европе. Песня из фильма «Хусавик» («Мой родной город») была номинирована на премию «Лучшая оригинальная песня» на 93-й церемонии вручения премии Оскар.
Уже в 2006 году планировалось разработать американскую версию Евровидения, когда Бен Сильверман (тогдашний председатель продюсерской компании Reveille) разработал конкурс для NBC, чтобы бросить вызов American Idol. Сильверман (в настоящее время согенеральный директор и председатель продюсерской компании Propagate) признал в 2020 году, что он пытался реализовать этот проект в течение 20 лет, в том числе когда он был председателем NBC.

## Производство
Кристер Бьоркман и Ола Мельциг, продюсеры прошлых конкурсов Евровидения, объявили на пресс-конференции в Тель-Авиве в 2019 году, что они приобрели права у EBU на создание адаптации формата для рынка США. Бьоркман и Мельциг будут продюсерами вместе с Андерсом Ленхоффом и Питером Сеттманом. В отдельном заявлении для прессы Сильверман выразил надежду, что сосредоточение внимания на взаимной любви и уважении к музыке объединит Америку.
Сеттман сообщил в интервью шведскому изданию Aftonbladet, что «по крайней мере 10 крупных игроков» проявили интерес к трансляции Американского конкурса песни, включая крупные телеканалы.
Европейский вещательный союз объявил, что NBC приобрела права на трансляцию конкурса 14 мая 2021 года. NBC объявил, что американский конкурс песни состоится в середине сезона или летом в 2022 году после того, как опубликовал осенний график на предстоящий сезон сетевого телевидения 2021—2022 годов. Сильверман будет исполнительным продюсером программы. Продакшн-контент и Universal Television Alternative Studio выступят в качестве производственных компаний для программы.
Бьоркман заявил во время интервью подкасту The Euro Trip, что Лас-Вегас, Тампа и Орландо рассматриваются в качестве первого принимающего города.
Платформа для онлайн-подачи заявок была запущена в мае 2021 года, что позволяет подходящим артистам от 16 лет и старше подавать заявки, с записью или публикацией сделок или без них. Участники должны указать все штаты или территории, с которыми они имеют «настоящую глубокую связь» в процессе отбора, при этом за продюсерами остается последнее слово, в каком штате или территории будут представлять артисты. На веб-сайте подчеркивается, что представленные материалы должны быть оригинальными песнями в любом жанре и не должны быть выпущены в коммерческих целях. Песни, которые были выпущены в рекламных целях, например, на Soundcloud и в социальных сетях, можно отправлять — при условии, что все сообщения должны быть удалены при выборе. Продюсеры сообщали, что рассматривают возможность съемок в Лос-Анджелесе или Атланте в период с февраля по апрель 2022 года.

## Вещание
Страны, которые транслировали шоу за пределами США:
 Австрия — ORF
 Канада — CBC
 Дания — TV2
 Финляндия — YLE
 Германия — ARD
 Греция — ERT
 Исландия — RUV
 Лихтенштейн
 Люксембург — CLT
 Черногория — RTCG
 Норвегия — NRK
 Сербия — РТС
 Словения — RTVSLO
 Швеция — SVT
 Швейцария — SRG SSR

## Формат
В 2020 году Variety сообщила, что в конкурсе примут участие профессиональные музыкальные исполнители, такие как сольные певцы, дуэты или группы до шести человек из каждого из 50 штатов США. Формат поставит артистов лицом к лицу с другими представителями в серии квалификационных соревнований, ведущих к полуфиналу и гранд-финалу в прайм-тайм в стиле «мартовского безумия».
В интервью главе делегации Чешской Республики «Евровидение» Яну Борсу Мельциг сообщил, что программа будет состоять из пяти «заездов» по 10 штатов, каждая из которых будет бороться за четыре места, которые пройдут в следующий раунд. Эти 20 штатов затем будут соревноваться в двух полуфиналах, по десять штатов в каждом полуфинале, по пять из которых квалифицируются в Гранд-финал. Десять финалистов сразятся за трофей Американского песенного конкурса.
С тех пор[когда?] формат был расширен и теперь включает все 50 штатов, пять территорий США и Вашингтон, округ Колумбия, столицу страны и федеральный округ США. Участвующие территории — Американское Самоа, Гуам, Северные Марианские острова, Пуэрто-Рико и Виргинские острова США. Каждый представитель исполнит оригинальную песню в прямом эфире телепрограммы, транслируемой на всю страну. В выступлениях могут выступать сольные артисты, дуэты, группы или диджеи. Победитель будет определён голосованием фанатов и «жюри профессионалов музыкальной индустрии», получившим титул Лучшей оригинальной песни.

## Квалификация
Первый квалификационный раунд (21 марта 2022 года)
| № выст. | Штат / Территория | Исполнитель          | Песня              | Язык                  | Место по жюри |
| ------- | ----------------- | -------------------- | ------------------ | --------------------- | ------------- |
| 1       | Миннесота         | Yam Haus             | «Ready To Go»      | Английский            | 7             |
| 2       | Оклахома          | AleXa                | «Wonderland»       | Английский, корейский | 2             |
| 3       | Арканзас          | Келси Ламб           | «Never Like This»  | Английский            | 3             |
| 4       | Индиана           | UG skywalkin и Maxie | «Love In My City»  | Английский            | 11            |
| 5       | Пуэрто-Рико       | Кристиан Паган       | «LOKO»             | Английский, испанский | 4             |
| 6       | Коннектикут       | Майкл Болтон         | «Beatiful World»   | Английский            | 5             |
| 7       | Айова             | Элизабет фон Пресли  | «Wonder»           | Английский            | 8             |
| 8       | Висконсин         | Jake’O               | «Feel Your Love»   | Английский            | 9             |
| 9       | Миссисипи         | Кейоне Старр         | «Fire»             | Английский            | 6             |
| 10      | Вайоминг          | Райан Чарльз         | «New Boot Goofin»  | Английский            | 10            |
| 11      | Род-Айленд        | Хьюстон              | «Held On Too Long» | Английский            | 1             |

Второй квалификационный раунд (28 марта 2022 года)
| № выст. | Штат / Территория               | Исполнитель    | Песня                      | Язык                  | Место по жюри |
| ------- | ------------------------------- | -------------- | -------------------------- | --------------------- | ------------- |
| 1       | Орегон                          | courtship      | «Million Dollar Smoothies» | Английский            | 11            |
| 2       | Монтана                         | Джона Прилл    | «Fire It Up»               | Английский            | 3             |
| 3       | Нью-Йорк                        | Эниса          | «Green Light»              | Английский            | 9             |
| 4       | Небраска                        | Джоселин       | «Never Alone»              | Английский            | 7             |
| 5       | Американские Виргинские острова | Круз Рок       | «Celebrando»               | Английский, испанский | 10            |
| 6       | Кентукки                        | Джордан Смит   | «Sparrow»                  | Английский            | 1             |
| 7       | Северная Дакота                 | Хлоя Фредерикс | «I’ve Been Known to Stay»  | Английский            | 5             |
| 8       | Канзас                          | Бродерик Джонс | «Tell Me»                  | Английский            | 2             |
| 9       | Виргиния                        | Альмира Заки   | «Over You»                 | Английский            | 8             |
| 10      | Мэн                             | King Kyote     | «Get Out Alive»            | Английский            | 4             |
| 11      | Огайо                           | Мэйси Грей     | «Every Night»              | Английский            | 6             |

Третий квалификационный раунд (4 апреля 2022 года)
| № выст. | Штат / Территория           | Исполнитель     | Песня                           | Язык       | Место по жюри | Место |
| ------- | --------------------------- | --------------- | ------------------------------- | ---------- | ------------- | ----- |
| 1       | Техас                       | Грант Кноче     | «Mr. Independent»               | Английский | 4             | 4     |
| 2       | Луизиана                    | Бриттани Пфанц  | «Now You Do»                    | Английский | 8             | 9     |
| 3       | Теннесси                    | Тайлер Брейден  | «Seventeen»                     | Английский | 1             | 1     |
| 4       | Нью-Джерси                  | Брук Алекс      | «I Don’t Take Pictures Anymore» | Английский | 5             | 7     |
| 5       | Алабама                     | Ni/Co           | «The Difference»                | Английский | 3             | 3     |
| 6       | Флорида                     | Але Сабала      | «Flirt»                         | Английский | 2             | 6     |
| 7       | Аляска                      | Джуэл           | «The Story»                     | Английский | 9             | 5     |
| 8       | Южная Каролина              | Джесси ЛеПротти | «Not Alone»                     | Английский | 12            | 12    |
| 9       | Южная Дакота                | Джадд Хус       | «Bad Girl»                      | Английский | 11            | 11    |
| 10      | Делавэр                     | Нитро Нитра     | «Train»                         | Английский | 7             | 8     |
| 11      | Северные Марианские Острова | Sabyu           | «Sunsets & Seaturtles»          | Английский | 10            | 10    |
| 12      | Колорадо                    | Райкер Линч     | «Feel the Love»                 | Английский | 6             | 2     |

Четвёртый квалификационный раунд (11 апреля 2022 года)
| № выст. | Штат / Территория                           | Исполнитель        | Песня                  | Язык       | Место по жюри |
| ------- | ------------------------------------------- | ------------------ | ---------------------- | ---------- | ------------- |
| 1       | Нью-Гэмпшир                                 | MARi               | «Fly»                  | Английский | 8             |
| 2       | Невада                                      | The Crystal Method | «Watch Me Now»         | Английский | 3             |
| 3       | Юта                                         | Саванна Кейес      | «Sad Girl»             | Английский | 7             |
| 4       | Вашингтон (округ Колумбия) (Округ Колумбия) | NËITHER            | «I Like It»            | Английский | 11            |
| 5       | Массачусетс                                 | Джаред Ли          | «Shameless»            | Английский | 2             |
| 6       | Джорджия                                    | Стела Кол          | «DIY»                  | Английский | 6             |
| 7       | Гавайи                                      | Бронсон Варде      | «4 You»                | Английский | 9             |
| 8       | Западная Виргиния                           | Алексис Каннингем  | «Working on a Miracle» | Английский | 5             |
| 9       | Аризона                                     | Las Marias         | «La Finikera»          | Английский | 10            |
| 10      | Пенсильвания                                | Бри Стивс          | «Plenty Love»          | Английский | 4             |
| 11      | Вашингтон                                   | Аллен Стоун        | «A Little Bit of Bith» | Английский | 1             |

Пятый квалификационный раунд (18 апреля 2022 года)
| № выст. | Штат / Территория  | Исполнитель    | Песня                 | Язык       | Место по жюри |
| ------- | ------------------ | -------------- | --------------------- | ---------- | ------------- |
| 1       | Иллинойс           | Джастин Джессо | «Lifeline»            | Английский | 5             |
| 2       | Калифорния         | Sweet Taboo    | «Keys to the Kingdom» | Английский | 2             |
| 3       | Айдахо             | Эндрю Шеппард  | «Steady Machine»      | Английский | 6             |
| 4       | Нью-Мексико        | Khalisol       | «Drop»                | Английский | 7             |
| 5       | Миссури            | Halie          | «Better Things»       | Английский | 10            |
| 6       | Американское Самоа | Tenelle        | «Full Circle»         | Английский | 4             |
| 7       | Северная Каролина  | Джон Морган    | «Right in the Middle» | Английский | 3             |
| 8       | Вермонт            | Джош Панда     | «Rollercoaster»       | Английский | 8             |
| 9       | Гуам               | Джейсон Дж     | «Midnight»            | Английский | 11            |
| 10      | Мичиган            | Ada LeAnn      | «Natalie»             | Английский | 1             |
| 11      | Мэриленд           | Сиско          | «It’s Up»             | Английский | 9             |

     Штат прошел в полуфинал по решению жюри.
     Штат прошел в полуфинал по решению жюри и телезрителей.
     Штат прошел в полуфинал благодарю Второму Шансу

## Полуфиналы
Первый полуфинал (25 апреля 2022 года)
| № выст. | Штат / Территория | Исполнитель  | Песня                  | Язык                  | Место по жюри |
| ------- | ----------------- | ------------ | ---------------------- | --------------------- | ------------- |
| 1       | Кентукки          | Джордан Смит | «Sparrow»              | Английский            | 2             |
| 2       | Колорадо          | Райкер Линч  | «Feel the Love»        | Английский            | 11            |
| 3       | Нью-Гэмпшир       | MARi         | «Fly»                  | Английский            | 9             |
| 4       | Вашингтон         | Аллен Стоун  | «A Little Bit of Bith» | Английский            | 1             |
| 5       | Алабама           | Ni/Co        | «The Difference»       | Английский            | 6             |
| 6       | Вайоминг          | Райан Чарльз | «New Boot Goofin»      | Английский            | 10            |
| 7       | Род-Айленд        | Хьюстон      | «Held On Too Long»     | Английский            | 3             |
| 8       | Монтана           | Джона Прилл  | «Fire It Up»           | Английский            | 7             |
| 9       | Мичиган           | Ada LeAnn    | «Natalie»              | Английский            | 4             |
| 10      | Массачусетс       | Джаред Ли    | «Shameless»            | Английский            | 8             |
| 11      | Оклахома          | AleXa        | «Wonderland»           | Английский, корейский | 5             |

Второй полуфинал (2 мая 2022 года)
| № выст. | Штат / Территория  | Исполнитель    | Песня                     | Язык                  | Место по жюри |
| ------- | ------------------ | -------------- | ------------------------- | --------------------- | ------------- |
| 1       | Пуэрто-Рико        | Кристиан Паган | «LOKO»                    | Английский, испанский | 7             |
| 2       | Северная Каролина  | Джон Морган    | «Right in the Middle»     | Английский            | 4             |
| 3       | Канзас             | Бродерик Джонс | «Tell Me»                 | Английский            | 2             |
| 4       | Нью-Йорк           | Эниса          | «Green Light»             | Английский            | 11            |
| 5       | Северная Дакота    | Хлоя Фредерикс | «I’ve Been Known to Stay» | Английский            | 6             |
| 6       | Коннектикут        | Майкл Болтон   | «Beatiful World»          | Английский            | 5             |
| 7       | Техас              | Грант Кноче    | «Mr. Independent»         | Английский            | 8             |
| 8       | Калифорния         | Sweet Taboo    | «Keys to the Kingdom»     | Английский            | 3             |
| 9       | Теннесси           | Тайлер Брейден | «Seventeen»               | Английский            | 1             |
| 10      | Джорджия           | Стела Кол      | «DIY»                     | Английский            | 9             |
| 11      | Американское Самоа | Tenelle        | «Full Circle»             | Английский            | 10            |

     Штат прошел в финал по решению жюри.
     Штат прошел в финал по решению телезрителей.

## Финал
| № выст. | Штат/территория    | Исполнитель    | Песня                    | Жюри | Телеголосование | Общий балл | Место |
| ------- | ------------------ | -------------- | ------------------------ | ---- | --------------- | ---------- | ----- |
| 1       | Коннектикут        | Майкл Болтон   | «Beautiful World»        | 40   | 298             | 338        | 7     |
| 2       | Северная Дакота    | Хлои Фредерикс | «Can’t Make You Love Me» | 48   | 219             | 267        | 9     |
| 3       | Техас              | Грант Нок      | «Mr. Independent»        | 42   | 324             | 366        | 4     |
| 4       | Алабама            | Ni/Co          | «The Difference»         | 60   | 225             | 285        | 8     |
| 5       | Кентукки           | Джордан Смит   | «Sparrow»                | 79   | 328             | 407        | 3     |
| 6       | Вашингтон          | Аллен Стоун    | «A Bit of Both»          | 105  | 254             | 359        | 5     |
| 7       | Американское Самоа | Теннелли       | «Full Circle»            | 37   | 305             | 342        | 6     |
| 8       | Оклахома           | Алекса         | «Wonderland»             | 56   | 654             | 710        | 1     |
| 9       | Теннесси           | Тайлер Брейден | «Seventeen»              | 88   | 163             | 251        | 10    |
| 10      | Колорадо           | Райкер Линч    | «Feel the Love»          | 25   | 478             | 503        | 2     |

## Оценка
Идея создания американской версии Евровидения была встречена прохладно. Энди Крыза из Time Out написал, что самая большая проблема Американского песенного конкурса — это «относительная однородность американского музыкального ландшафта», что его поп-звезды должны сочетаться с яркими исполнителями, такими как трансвеститы, «разрушительные бригады», клоуны, певцы госпелов и т. п. Джастин Киркланд из Esquire предположил, что конкурс станет «колоссальным кошмаром», добавив, что американцам «не хватает самоуничижения, настойчивости и самоотверженности на осуществление проекта». Крис Мёрфи из Vulture.com отметил, что на американском телевидение и так полно конкурсов талантов, добавив, что «никто не напишет такую запоминающуюся песню, как „Хусавик“».
В интервью BBC Breakfast в 2020 году Шерил Бейкер (победительница Евровидения-1981) заявила, что конкурс не будет пользоваться популярностью в Соединенных Штатах, добавив, что стране «предстоит пройти долгий путь, чтобы достичь аляповатости, выживаемости и веселья» конкурса. Бейкер также предложила, чтобы США вместо этого выставили представителя на Евровидение. Уильям Ли Адамс из Wiwibloggs возражает, что «идентичность штатов» (например, в студенческом спорте) и разнообразие региональной музыки в США будут играть ключевую роль в соревновании. Адамс также отверг представление о том, что американцы слишком серьёзно относятся к себе, намекая на такие мероприятия, как «Мисс Америка».
Когда Flo Rida спросили о возможности участия в Американском песенном конкурсе, рэпер ответил, что это будет «мечта». Рэпер исполнил «Adrenalina» вместе с представительницей Сан-Марино Сенит на конкурсе песни Евровидение-2021.